# Il verde millennio
Il verde millennio (The Green Millennium) è un romanzo di fantascienza scritto da Fritz Leiber, pubblicato nel 1953.
È stato tradotto per la prima volta in italiano da Graziano Ricci nel 1964 nella collana Cosmo edita da Ponzoni Editore, con una successiva ristampa nel 1967. Nel 1978 Delio Zinoni ne ha proposto una nuova traduzione, edita da Mondadori, con quattro successive ristampe (1987, 1993, 1994 e 2015).

## Ambientazione
Il romanzo è ambientato nella versione avveniristica degli Stati Uniti ideata da Fritz Leiber negli anni cinquanta, descritta dall'autore anche in alcuni dei suoi racconti brevi, quali Le maschere (Coming Attraction, 1950) e Brutta giornata per gli affari (A Bad Day For Sales, 1953). Influenzato dal maccartismo, dagli eventi della guerra di Corea e dei primi anni della guerra fredda, Leiber immagina un futuro nel quale la contrapposizione tra statunitensi e sovietici si è protratta per cinquant'anni, conducendo a una progressione di «guerre calde e fredde». La presenza di radiazioni diffuse sottintende che diverse città americane abbiano subito bombardamenti atomici, sebbene sia stato evitato l'olocausto nucleare descritto ne La Luna è verde (The Moon IS Green, 1952).
Lo Stato pretende lealtà assoluta da parte dei cittadini, che controlla attraverso il Federal Bureau of Loyalty (FBL); un nuovo sentimento moralizzatore, incarnato dal presidente Robert T. Barnes, si diffonde nel Paese e cerca di contrastare la dissolutezza promossa dalla Divertimenti S.p.a., organizzatrice - tra l'altro - dei combattimenti tra uomini e donne tanto seguiti dalla popolazione. Il ruolo della scienza, identificato nel personaggio di Morton Opperly, è ambivalente: serve il potere, mantenendo però uno sguardo distaccato che potrebbe permetterle di guidare l'umanità lontano dal baratro della guerra globale.

## Trama
Phil Gish è nel suo appartamento, col morale a terra per aver perso nuovamente un lavoro venendo sostituito da un robot, quando dalla finestra entra nella sua stanza un gatto verde. La presenza del gatto, che chiama Lucky, lo rincuora e lo sprona ad affrontare positivamente la giornata. Con il gatto accanto, sente di poter percorrere con sicurezza le strade della città. Phil, tuttavia, perde Lucky in prossimità di un locale della Divertimenti S.p.a. nel quale hanno luogo combattimenti tra uomini e donne. Angosciato, Phil cerca di seguirlo nel locale, ma viene ostacolato dal sistema di sicurezza. Viene infine aiutato a entrare da Juno Jones, la famosa lottatrice. Raggiunge una sala nella quale Swish Jack Jones e il sodale Cookie si allenano a catturare topi con un paralizzatore, ma del gatto non sembra esserci traccia. Viene anzi canzonato da Jack Jones, che lo invita a rivolgersi ad uno psicologo e lo indirizza dal dott. Romadka.
Sconfortato, Phil fa ritorno nel suo appartamento. Incuriosito dalla vista della dirimpettaia che si spoglia credendo di non essere vista, rimane scioccato quando ne scorge le sembianze faunesche. Convinto di essere preda di un esaurimento nervoso, decide di incontrare davvero il dott. Romadka, raggiungendolo nel suo ufficio.
Lo psicologo ascolta divertito le "fantasie" di Phil, finché questi non accenna al gatto. Con uno stratagemma, Romadka lo rinchiude in una stanza del suo appartamento ed esce. Phil scopre però di non essere solo, venendo a conoscere la figlia dello psicologo, Mitzie, con la quale fugge. La ragazza intende raggiungere la "banda" di Carstairs (criminali dediti a furti e vandalismi), ma Phil intende proseguire la ricerca di Lucky e si fa portare da Juno Jones. La donna nutre una vera simpatia per Phil e lo conduce alla residenza di Sacheverell e Mary Akeley, dove ritiene che suo marito Swish Jack potrebbe aver portato il gatto. Sacheverell Akeley è in effetti particolarmente interessato al gatto, che crede una personificazione della dea egizia Bast, e Jack Jones glielo ha portato dopo averlo catturato nel locale.
Ad ogni modo, Phil si rende conto che gli Akeley non sono dei nemici, anzi. Tuttavia, in molti hanno interesse a entrare in possesso del gatto verde. Il primo a raggiungere la casa degli Akeley, dopo Phil, è Moe Brimstine, della Divertimenti S.p.a., che si prende il gatto e la porta via. Brimstine è subito seguito dal dott. Romadka, spia dei sovietici, che utilizza una maggiore violenza per farsi consegnare un gatto che non è però più in possesso degli aggrediti.
Phil non intende lasciare Lucky nelle grinfie di Brimstine e cerca Mitzie Romadka, Carstairs e la sua banda per essere aiutato a recuperare il felino, introducendosi nella sede della Divertimenti S.p.a. Sebbene fossero inizialmente titubanti, Carstairs, Llewellyn e Buck accettano di aiutarlo nell'impresa, avendo la prospettiva di un lauto bottino. Tuttavia scoprono che qualcun altro deve averli preceduti perché i sistemi di sicurezza sono stati resi fuori uso.
Grazie a uno specchio unidirezionale, Phil viene a sapere che il Signor Billig, presidente della Divertimenti S.p.a., è entrato in possesso del gatto per consegnarlo a un rappresentante del Federal Bureau of Loyalty (FBL) in cambio della cancellazione delle prove delle attività illecite condotte dall'azienda. Ma lo scambio viene disturbato proprio dall'intromossione di Carstairs e dei suoi. Billig intende punire in modo esemplare i ladruncoli, ma viene ostacolato dal gatto stesso, che esercita delle capacità paranormali che consentono a Phil e Mitzie di fuggire, traendolo in salvo.
Sopraffatto dalla stanchezza, Phil perde nuovamente Lucky dopo aver litigato con Mitzie. Al risveglio, riesce a seguire le tracce del felino fino alla Fondazione Humberford, ente di ricerca sul paranormale, dove conosce lo scienziato Morton Opperly. Insieme riescono a trovare Lucky, subito prima di essere aggrediti da Dora Pannes che agisce per conto di Brimstine e Billig.
Sconfortato dal nuovo insuccesso, Phil fa ritorno nel suo appartamento, dove fa conoscenza con la vicina Dytie che tanto l'aveva sconvolto il giorno prima. Anche lei è interessata a ritrovare Lucky e, insieme, raggiungono la residenza degli Akeley. Qui trovano vari altri e tra essi, Juno Jones, disposta ad aiutarli di nuovo. Quando raggiungono insieme il covo segreto di Billig, c'è un nuovo intervento di Lucky che risolve il conflitto che si è venuto a creare finché però un'irruzione degli agenti dell'FBL porta all'arresto di tutti.
Phil e gli altri sono condotti davanti a una commissione presieduta da Robert T. Barnes e da Morton Opperly. Scoprono così che Lucky non è un'arma sovietica inviata per alimentare le paranoie statunitensi (come creduto dal governo), ma un essere alieno trasportato sulla Terra dagli abitanti dell'ottavo pianeta del sistema di Vega, per conquistarla così come aveva già conquistato il loro pianeta. Il gatto verde, infatti, è un simbionte «portatore di pace e di comprensione», «ripagato in cibo, amore e protezione». L'auspicio è che la venuta della sua specie sulla Terra porterà un'epoca di pace ed armonia (il "verde millennio" del titolo), ponendo termine ai conflitti che hanno da sempre visto contrapposti gli esseri umani.

## Edizioni
- (EN) Fritz Leiber, The Green Millennium, Ace Publishing Corporation, 1953.
- Fritz Leiber, Il verde millennio, traduzione di Graziano Ricci, Cosmo 149, Ponzoni Editore, 1964.
- Fritz Leiber, Il mondo delle streghe. Il verde millennio, traduzione di Graziano Ricci, Cosmo. I Capolavori della fantascienza 66, Ponzoni Editore, 1967.
- Fritz Leiber, Il verde millennio, traduzione di Delio Zinoni, Urania n° 751, Arnoldo Mondadori Editore, 1978.
- Fritz Leiber, Il verde millennio Novilunio I tre tempi del destino, traduzione di Delio Zinoni, I Massimi della Fantascienza 15, Arnoldo Mondadori Editore, 1987, ISBN 88-04-30617-3.
- Fritz Leiber, Il verde millennio, traduzione di Delio Zinoni, Urania Classici 196, Arnoldo Mondadori Editore, 1993.
- Fritz Leiber, Il verde millennio, traduzione di Delio Zinoni, I Libri di Urania 13, Arnoldo Mondadori Editore, 1994, ISBN 88-04-37497-7.
- Fritz Leiber, Il verde millennio, in Il libro dello spazio, traduzione di Delio Zinoni, Urania Millemondi 71, Arnoldo Mondadori Editore, 2015.